# Massè
Massè è un arrondissement del Benin, situato nella città di Adja-Ouèrè (dipartimento dell'Altopiano), che conta 19.170 abitanti (dato 2006).